# Alternanthera echinata
Alternanthera echinata är en amarantväxtart som beskrevs av James Edward Smith. Alternanthera echinata ingår i släktet alternanter, och familjen amarantväxter. Inga underarter finns listade i Catalogue of Life.